# NGC 159
NGC 159 es una galaxia espiral barrada localizada en la constelación de Fénix. La galaxia fue descubierta el 28 de octubre de 1834 por John Frederick William Herschel.